# Джон Слоат
Джон Дрейк Слоат (англ. John Drake Sloat, 6 червня 1781 — 28 листопада 1867) — командор Військово-морського флоту США, відомий за бойови дії на території Каліфорнії в 1846 році протягом Американо-мексиканської війни, та встановлення американського контролю над головними містами штату.